# Добаш малий
Доба́ш малий (Picumnus exilis) — вид дятлоподібних птахів родини дятлових (Picidae). Мешкає в Південній Америці.

## Підвиди
Виділяють шість підвидів:

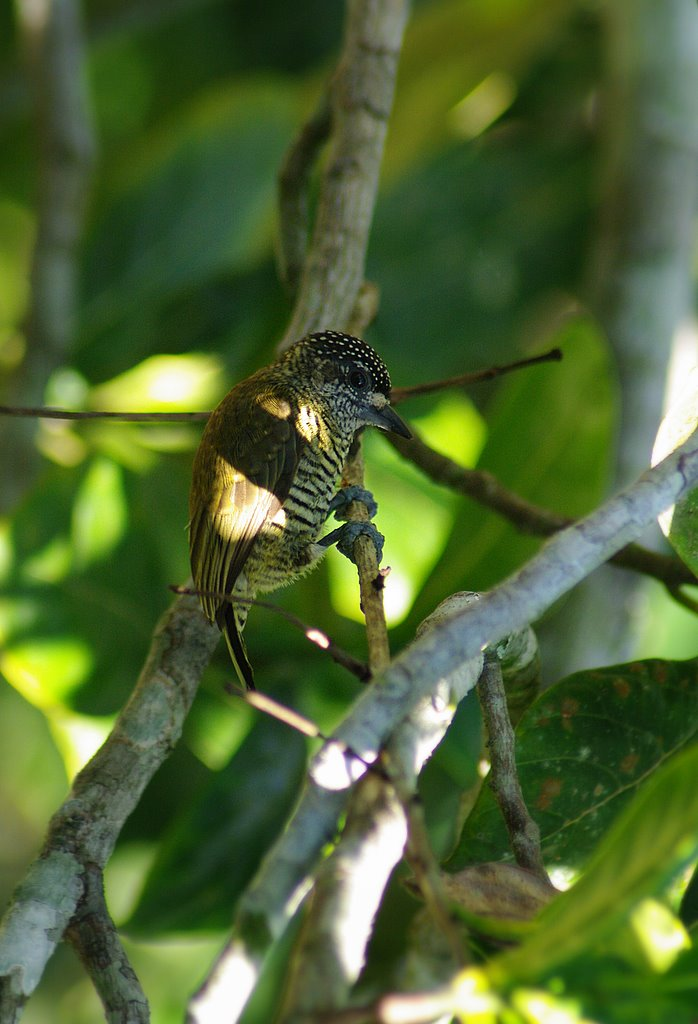
Малий добаш

- P. e. clarus Zimmer, JT & Phelps, 1946 — схід Центральної Венесуели;
- P. e. undulatus Hargitt, 1889 — Східна Колумбія, Південно-Східна Венесуела, Гаяна і Північна Бразилія (Рорайма);
- P. e. buffonii Lafresnaye, 1845 — від Східної Гаяни до бразильського штату Амапа;
- P. e. pernambucensis Zimmer, JT, 1947 — Східна Бразилія (від Пернамбуку до Алагоаса);
- P. e. alegriae Hellmayr, 1929 — Північно-Східна Бразилія (від північно-західної Пари до північно-західного Мараньяну);
- P. e. exilis (Lichtenstein, MHK, 1823) — Східна Бразилія (від Баїї до Еспіріту-Санту).

## Поширення і екологія
Малі добаші мешкають у Колумбії, Венесуелі, Гаяні, Французькій Гвіані, Суринамі та Бразилії. Вони живуть у вологих рівнинних і гірських тропічних лісах, у мангрових лісах, чагарникових заростях і саванах. Зустрічаються на висоті від 0 до 1900 м над рівнем моря.